# Xiphichilus gracilis
Xiphichilus gracilis is een mosselkreeftjessoort uit de familie van de Paradoxostomatidae. De wetenschappelijke naam van de soort is voor het eerst geldig gepubliceerd in 1886 door Seguenza, 188.